# مورينو (لاعب كرة قدم مواليد 1948)
مورينو هو لاعب كرة قدم برازيلي في مركز الهجوم، ولد في 18 ديسمبر 1948 في ساو باولو في البرازيل. لعب مع نادي بالميراس.

## وصلات خارجية
- مورينو (لاعب كرة قدم مواليد 1948) على موقع أوليمبيديا (الإنجليزية)